# ترنس هاوارد
ترنس داشون هاوارد (به انگلیسی: Terrence Dashon Howard) (زاده ۱۱ مارس ۱۹۶۹) بازیگر نامزد جایزه اسکار است.

## گزیده فیلم‌شناسی
- تصادف
- مرد آهنی
- خانه مامان بزرگ
- آگوست راش
- دم‌قرمزها
- زندانیان
- مردی رو به زوال
- خرابکاری
- پیشخدمت
- چهار برادر
- وینسنت مقدس
- فیلم ۴۳
- ری
- شتاب و طغیان
- بیگ سور
- جانوران
- در جاده
- غرور
- امپراتوری (مجموعه تلویزیونی)
- بیدار شدن
- جنگ هارت
- ویوارد پینز
- جشن شکار
- بهترین طرح‌های ارائه شده
- بیمه عمر
- مبارزه
- بوکسور مقوایی
- چشمانشان نظاره‌گر خدا بود
- بررسی رابطه جنسی